# Muszkieterka
Muszkieterka (La Femme Musketeer) – film telewizyjny wyprodukowany przez Hallmark Entertainment oraz Larry Levinson Productions, w reżyserii Steve'a Boyuma. Premiera telewizyjna miała miejsce 20 czerwca 2004 w Hallmark Channel. 
Film nawiązuje do cyklu powieści Aleksandra Dumasa, ale nie jest ekranizacją żadnej z nich. Głównymi bohaterami są dzieci dumasowskich muszkieterów. Film znany jest też w Polsce pod alternatywnymi tytułami Kobieta muszkieter oraz Valentine, córka d'Artagnana.

## Obsada
- Maria Teresa Hiszpańska – Kristina Krepela
- Król Ludwik XIV – Freddie Sayers
- Marie Mancini – Clemency Burton-Hill
- Kardynał Mazarin – Gérard Depardieu
- Villeroi – Marcus Jean Pirae
- Lady Bolton – Nastassja Kinski
- Planchet – Constantine Gregory
- D'Artagnan – Michael York
- Valentine D'Artagnan – Susie Amy
- Portos – John Rhys-Davies
- Antoine Portos – Andrew Musselman
- Atos – Christopher Cazenove
- Gaston Atos – Casper Zafer
- Aramis – Allan Corduner
- Elena – Zrinka Cvitešić
- Etienne Aramis – Niko Nicotera

## Produkcja
Zdjęcia kręcono w Chorwacji (Zagrzeb; Draguć, Pazin, góra Učka, Boljun i zamek Belaj w żupanii istryjskiej).